# Čadská kuchyně

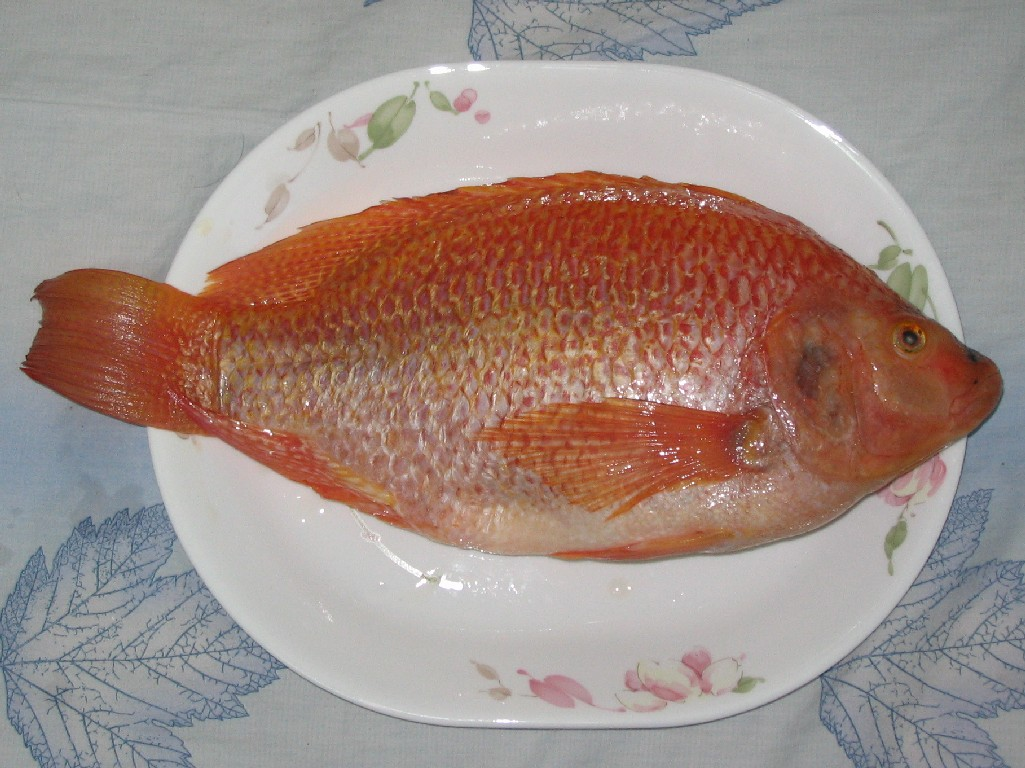
Tilapie je populární především v jižním Čadu

V čadské kuchyni jsou základními surovinami jáhly, čirok a rýže. Dále se používají ryby, maso, maniok, ovoce, arašídy nebo okra.

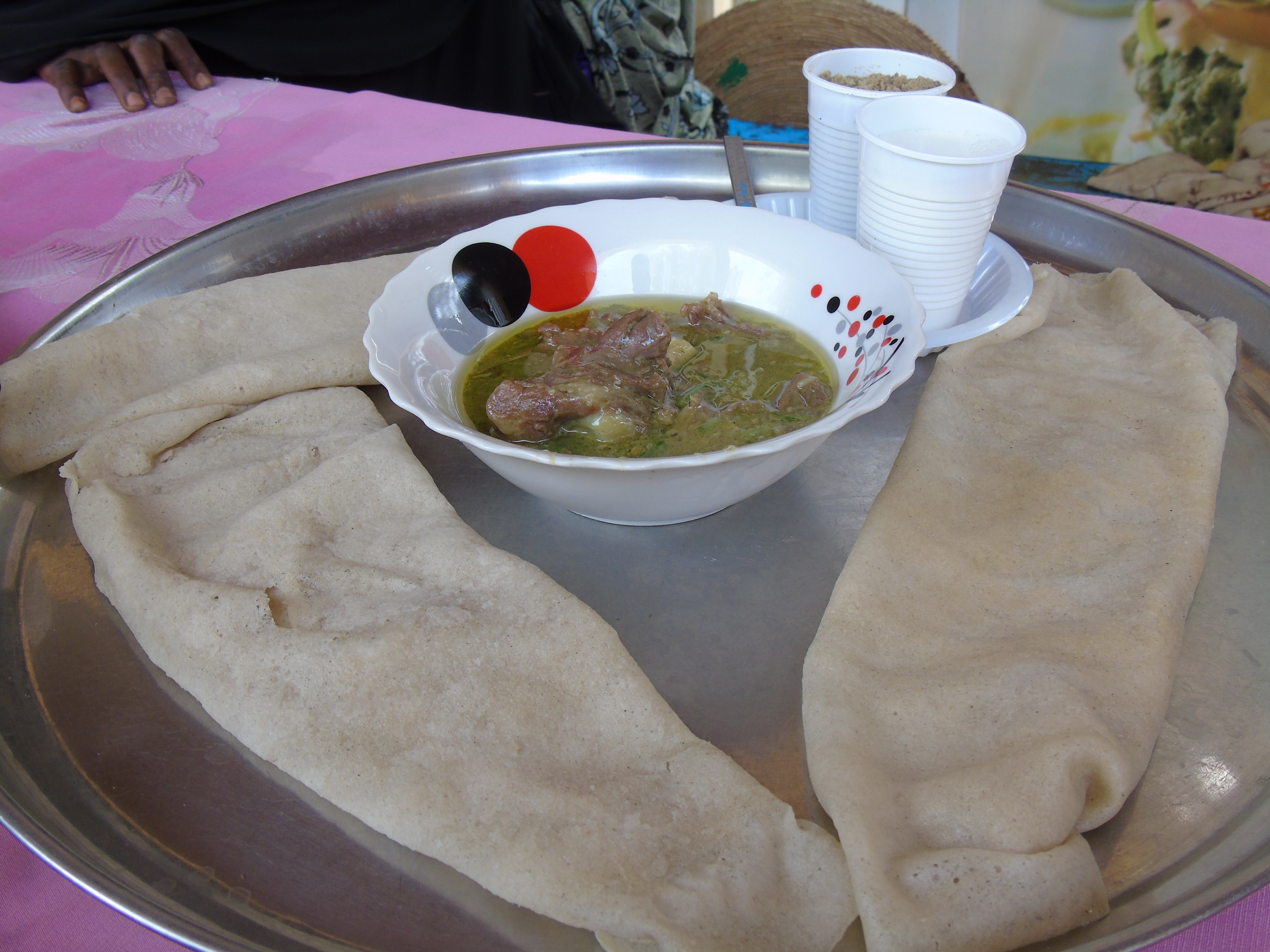
Kisra s omáčkou z okry

## Regionální kuchyně
Kuchyně jihu a severu Čadu se liší. V jižním Čadu se díky Čadskému jezeru používá hodně ryb, jako tilapie, okoun, úhoř nebo sumec. Kuchyně severu Čadu byla zase více ovlivněna arabskou kuchyní a kuchyní Tuaeregů. Také se zde používá více mléčných výrobků.

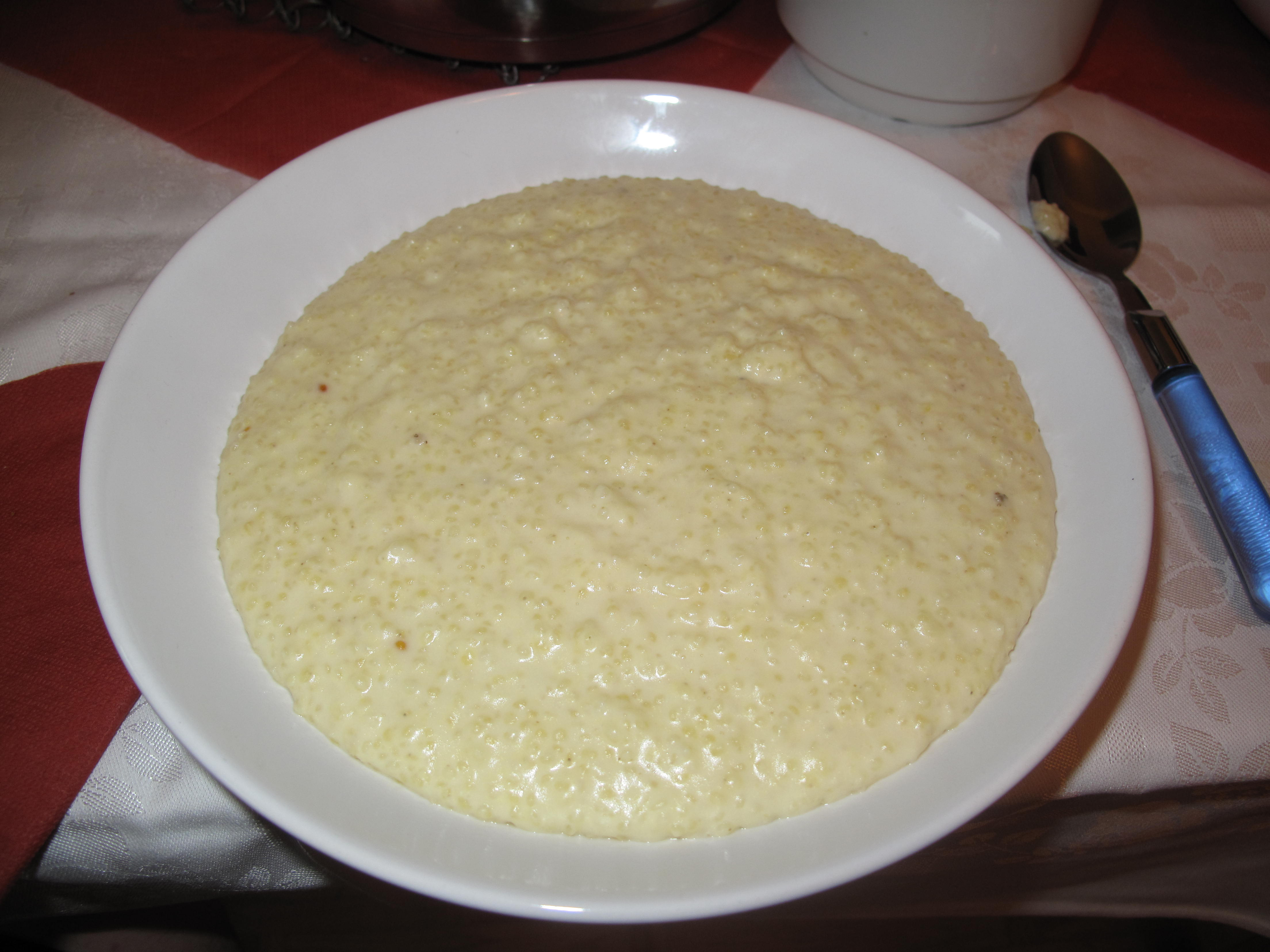
Jáhlová kaše

## Příklady čadských pokrmů
- Různé chleby a kaše
- La bouille, kaše podávaná jako snídaně. Skládá se z rýže (nebo obilí), mléka, mouky a arašídového másla[1][2]
- Jarret de boeuf, pokrm z masa a zeleniny, dlouho dušený[1][2]
- Daraba, pokrm z dušené okry, zeleniny, rajčat a arašídového másla[1][2]
- Kisra, příloha podobná palačince nebo etiopské indžeře[1]
- Kilishi, druh sušeného masa (jerky), který pochází od kmene Hausů[3]

## Příklady čadských nápojů
- Karkanji, ibiškový nápoj podobný karkade[1]
- Jus de fruit, nápoj z manga, mléka, cukru a kardamonu[1]
- Gala, místní značka piva[1]
- Jáhlové pivo